# Schwimmvereinigung Neptun Siegerland
Die Schwimmvereinigung Neptun Siegerland 1913 e. V., kurz SV Neptun Siegen ist ein Schwimmsportverein aus Siegen.

## Überblick
Die Schwimmvereinigung Neptun Siegerland wurde 1913 gegründet und ist der älteste Schwimmsportverein im Siegerland.
Der nationalen und internationalen wettkampfmäßige Leistungssport erfolgt seit 1980 unter dem Dach der Startgemeinschaft SG SIEGEN, der auch die Schwimmabteilung „Pinguine“ des TuS AdH Weidenau 1885 e. V. und seit 1985 die „Schwimmgruppe Erndtebrück“ des Turn- und Sportverein 1895 e. V. Erndtebrück angehören. Das Training wird in den Leistungsstützpunkten der Hallenbäder Löhrtor und Bismarckplatz in Weidenau sowie im Freibad Kaan-Marienborn abgewickelt.
Zwei Mannschaften der SG Siegen starten in der Landesliga Westfalen.
Der Schwimmvereinigung Neptun wurde das „Qualitätszertifikat Breitensport“ des Schwimmverbandes NRW verliehen. Der Verein ist Mitglied des Schwimmverbandes NRW im Deutschen Schwimmverband.
Bekannte Vereinsmitglieder sind/waren unter anderem die Deutschen Meister und Olympiateilnehmer:
- Petra Büdenbender (* um 1955)
- Annegret Kober (* 1957)
- Katja Ziliox (* 1970)
- Anja Röder